# Golden Tee Golf
Golden Tee Golf est une série de jeux vidéo de golf développée par Incredible Technologies.

## Liste des jeux
- Golden Tee Golf (1989)
- Golden Tee Golf II (1990)
- Golden Tee 3D Golf (1995)
- Golden Tee '97 (1996)
- Golden Tee '98 (1997)
- Peter Jacobsen's Golden Tee Golf, PC (1998)
- Golden Tee '99 (1998)
- Golden Tee 2K (1999)
- Golden Tee Fore! (2000)
- Golden Tee Classic (2001)
- Golden Tee Fore! 2002 (2001)
- Golden Tee: Supreme Edition Tournament (2002)
- Golden Tee Fore! 2003 (2002)
- Golden Tee Fore! 2004 (2003)
- Golden Tee Fore! 2004 Extra (2003)
- Golden Tee Fore! 2005 (2004)
- Golden Tee Live (2005)
- Golden Tee Fore! Complete (2005)
- Golden Tee Live 2007 (2006)
- Golden Tee: Golf Home Edition, télévision (2007)
- Golden Tee Live 2008 (2007)
- Golden Tee 2008 Unplugged (2007)
- Golden Tee Live 2009 (2008)
- Golden Tee 2009 Unplugged (2008)
- Golden Tee Golf: Mobile Edge (2009)
- Golden Tee Live 2010 (2009)
- Golden Tee 2010 Unplugged (2009)
- Golden Tee Live 2011 (2010)
- Golden Tee 2011 Unplugged (2010)
- Golden Tee Live 2012 (2011)
- Golden Tee Live 2013 (2012)
- Golden Tee Live 2014 (2013)
- Golden Tee: Home Edition 2014 (2013)
- Golden Tee Live 2015 (2014)
- Golden Tee: Home Edition 2015 (2014)
- Golden Tee Live 2016 (2015)
- Golden Tee Mobile (2015)